# テオ・デ・ヨング
テオドルス・"テオ"・ヤコブ・デ・ヨング（Theodorus "Theo" Jacob de Jong、1947年8月11日）は、オランダ・フリースラント州レーワルデン出身の元同国代表サッカー選手、元サッカー指導者。ポジションはMF。

## 選手経歴
1966年に当時エールステ・ディヴィジに所属していたFCブローウ＝ヴィット・アムステルダムでプロデビューし、1970-71シーズンから2シーズンを過ごしたNECナイメヘンを経て1972年にフェイエノールトへ引き抜かれた。同クラブでは加入1シーズン目の1970-71シーズンから1976-77シーズン連続でリーグ戦2桁得点を記録し、1973-74シーズンにはエールディヴィジとUEFAカップ優勝の2冠を果たした。
オランダ代表としては1972年2月16日のギリシャ代表戦でデビューを飾った。2年後の1974 FIFAワールドカップでは全7試合中途中交代ながら4試合に出場し、西ドイツ代表との決勝戦にも68分から途中出場で決勝の舞台を踏んだ。

## 指導者経歴
1986-87シーズンからFCデン・ボスのトップチームの監督に就任してトップリーグの指導者キャリアをスタートさせた。指導者としては1部や2部のクラブで指揮を執ったが、いずれのクラブでもタイトルは獲得できずに2010年以降は監督業から身を置いている。

## タイトル

### クラブ
フェイエノールト
- エールディヴィジ : 1回 (1973-74)
- UEFAカップ : 1回 (1973-74)

セイコーSC
- 香港ファーストディビジョンリーグ : 2回 (1981-82, 1982-83)